# Kristen Kit
Kristen Kit (St. Catharines, 18 augustus 1988) is een Canadees stuurvrouw bij het roeien.
In 2012 en 2016 stuurde Kit de vier op de Paralympische Spelen.
Kit stuurde in Tokio de olympische gouden medaille in de acht.

## Resultaten

### Olympische Zomerspelen
| Jaar | Plaats | Resultaten     |
| ---- | ------ | -------------- |
| 2021 | Tokio  | in de acht (v) |

### Paralympische Zomerspelen
| Jaar | Plaats         | Resultaten            |
| ---- | -------------- | --------------------- |
| 2012 | Londen         | 6e in de vier-met (g) |
| 2016 | Rio de Janeiro | 6e in de vier-met (g) |

### Wereldkampioenschappen roeien
| Jaar | Plaats              | Resultaten                       |
| ---- | ------------------- | -------------------------------- |
| 2013 | Chungju             | in de acht (v)                   |
| 2015 | Aiguebelette-le-Lac | in de Paralympische vier-met (g) |
| 2017 | Sarasota            | in de acht (v)                   |
| 2018 | Plovdiv             | in de acht (v)                   |
| 2019 | Ottensheim          | 4e in de acht (v)                |
| 2022 | Račice              | in de acht (v)                   |

1976: Goretzki & Knetsch & Richter & Ahrenholz & Kallies & Ebert & Lehmann & Müller & Wilke ·
1980: Boesler & Neisser & Köpke & Schütz & Kühn & Richter & Sandig & Metze & Wilke ·
1984: O'Steen & Metcalf & Bower & Graves & Flanagan & Norelius & Thorsness & Keeler & Beard ·
1988: Strauch & Zeidler & Haacker & Wild & Kluge & Schröer & Balthasar & Stange & Neunast ·
1992: Barnes & Taylor & Delehanty & Crawford & McBean & Worthington & Monroe & Heddle & Thompson ·
1996: Tănase & Cochelea & Gafencu & Spîrcu & Olteanu & Lipă & Popescu & Ignat & Georgescu ·
2000: Damian & Susanu & Olteanu & Cochelea & Dumitrache & Lipă & Gafencu & Ignat & Georgescu ·
2004: Florea & Susanu & Bărăscu & Papuc & Gafencu & Lipă & Damian & Ignat & Georgescu ·
2008: Cafaro & Cummins & Davies & Francia & Goodale & Lind & Logan & Shoop & Whipple ·
2012: Cafaro & Francia & Lofgren & Ritzel, Musnicki & Logan & Lind, Davies & Whipple ·
2016: Elmore & Gobbo & Logan & Musnicki, Polk & Regan & Schmetterling & Simmonds & Snyder ·
2020: Roman & Gruchalla-Wesierski & Roper & Proske & Grainger & Mailey & Payne & Wasteneys & Kit ·
2024: Rusu & Anghel & Bodnar & Lehaci & Adam & Bereș & Vrînceanu & Radiș & Petreanu